# Brouwerij Hommeles
Brouwerij Hommeles is een brouwerij in Houten in de Nederlandse provincie Utrecht. In 2016 wonnen ze met hun Ondeugd de eerste plaats in de categorie rookbier bij de Dutch Beer Challenge.

## Bieren
- Goede Raat (7,5%), honingbier
- Gluiperd (8%), tripel
- Dorstvlegel (6%), saison
- Hopdonder (6%), Farmhouse IPA
- Bokkepruik (8%), Herfstbok
- Kuitenbijter(6%), English Pale Ale
- Asparagus(6,5%), Bière Brut (gebrouwen in samenwerking met Huttenkloas Brouwerij)
- Mosaic Wezen(5,5%), Wheat IPA